# موريس غوردون كلارك
موريس غوردون كلارك (بالإنجليزية: Maurice Gordon Clarke)‏ هو لاعب كرة قدم أمريكية أمريكي، (ولد في بيليفيو في الولايات المتحدة 1877 – 1944 م).